# Pilea cymbifolia
Pilea cymbifolia là loài thực vật có hoa trong họ Tầm ma. Loài này được Rusby miêu tả khoa học đầu tiên năm 1901.